# 藤井フミヤ
藤井 フミヤ（ふじい フミヤ、本名および旧芸名：藤井 郁弥（読み同じ）、1962年〈昭和37年〉7月11日 - ）は、日本のシンガーソングライター、俳優、タレント。元チェッカーズのリードボーカル。福岡県久留米市出身。所属事務所はヤマハ音楽振興会、スリースタープロ（共にチェッカーズ時代）を経て、現在は個人事務所の株式会社FFM。
弟は元チェッカーズのサックスプレイヤーでミュージシャンでタレントの藤井尚之。長男はフジテレビアナウンサーの藤井弘輝。
チェッカーズのリードボーカルとしてデビューし人気を集めたのち、解散後はソロ歌手として「TRUE LOVE」「Another Orion」などのヒット曲を発表している。生まれ育った福岡および日本への強い愛情と世界平和を希求する思いを楽曲や言動・パフォーマンスを通して発信し続けており、CGアーティストとしても活躍している。

## 略歴
鳥栖駅長などを歴任した国鉄職員の父と美容師の母のもとに長男として出生。中学生の頃、キャロルに出会い音楽を始める。
久留米市立南筑高等学校卒業後、日本国有鉄道門司鉄道管理局（現:九州旅客鉄道）に就職し、鳥栖駅で半年間の見習期間の後、早岐駅構内係として貨物列車の操車・入換業務に従事。労働組合は国鉄労働組合（国労）に所属した。
国鉄退職後の1983年にチェッカーズのリードボーカルとしてデビュー、数多くのヒットを飛ばした。歌唱力のみならず外見や言動も注目され、彼の先進的なファッションを真似する若者が増加した。また、オリジナル作品をシングルとして発売した以降の殆どの作詞を担当し、楽曲製作の中心的存在となった。上京するにあたり、父親と親戚一同の猛反対を受けたことで長男たる自身に代わって弟の尚之を（藤井家の跡取りとして）久留米に置いていかなければならない窮地に陥ったときに、母親が間に入り説得したため、兄弟共々上京することができたという。
1992年にチェッカーズは解散、翌1993年から「藤井郁弥」を「藤井フミヤ」に改め、ソロ活動を開始した。解散当初、当時ロサンゼルス在住の屋敷豪太の誘いで渡米。同じくロス在住の鈴木賢司に選んでもらい、ギブソンのギター「B-25」を購入。これを用いて最初に作曲された曲が『TRUE LOVE』である。同年リリースしたこの曲が240万枚、1996年リリースした『Another Orion』が120万枚を超えるセールスを記録。
1993年から音楽活動と並行し、時代に先駆けてパソコンで制作したCG画を発表。「FUMIYART（フミヤート）」名称で個展を開催したり、愛・地球博の名古屋市パビリオン『大地の塔』をプロデュース（世界最大の万華鏡としてギネスブック認定）したりと、幅広く活躍する。数多くのテレビドラマにも出演。
楽曲提供は、猿岩石の『白い雲のように』（作詞。作曲は弟の尚之）や、MISIAの『星空の片隅で』（作詞・作曲）などがある。吉川ひなのの『ハート型の涙』を始めとする4曲では楽曲プロデュースも兼任。
日の丸を掲揚及び国歌「君が代」を歌唱したり、世界平和を希求する発言を行うなど、生まれ育った日本への強い愛情や世界平和を希求する思いを楽曲やパフォーマンスに込めることがある。また、地域への協力も数多く、出身地の福岡県久留米市へ市歌『ふるさとのささやき 〜新久留米市の歌〜』の作曲、くるめ市民カードのデザイン提供、福岡放送のロゴマーク作成、母校久留米南筑高校の制服デザインなどがある。また、地元福岡県のプロ野球球団福岡ソフトバンクホークスの応援歌『勝利の空へ』を生で歌うため、毎年開幕頃（スケジュールによる）は試合観戦に福岡 paypayドームを訪れている。
1997年10月1日、鹿児島県で初開局となったコミュニティFMの鹿児島シティエフエムの愛称・"FRIENDS FM 762"はフミヤにより名付けられた。フミヤはジングルにも登場し「オレのFM、キミのFM、フレンズFM762（フレンズエフエム ななろくに）」とアナウンスしている。キャッチフレーズをはじめ、ロゴマーク、天文館フレンズスタジオのデザインも手掛け、また、取締役スーパーバイザーにも就任している。同年実弟・尚之と「F-BLOOD」を結成。その後時折楽曲リリースやライブ活動などを行っている。
長野オリンピック冬季大会のカウントダウンTシャツのデザインを手がける。1998年の大会当日までの残りの日数を刻んだTシャツで、フミヤは500 - 401日前までのデザインを担当。
2007年、第62回神宮式年遷宮の奉賛曲『鎮守の里』を作詞・作曲した。シングル『君になる』に収録。伊勢市に3日間滞在し宇治橋のそばの五十鈴川の河原で作曲した。
2008年12月31日、日本武道館で行われたカウントダウン・ライブで、チェッカーズ時代とF-BLOOD名義、そしてソロを含む通算公演回数が、矢沢永吉と歴代1位タイの102回になった。それを受け、「音楽を始めたきっかけが（矢沢を擁する）キャロルだったので、その矢沢さんと武道館のステージに立った回数が並んだ事はすごく光栄です」と語っている。
2011年10月15日、『Setting Sun Sound Festival〜in Amami〜vol.2』に出演。
2013年7月、デビュー30周年＆ソロデビュー20周年を記念したシングル『青春』を発表し、2013年と2014年に大規模なアニバーサリーツアーを実施。2016年はアルバム「大人ロック」を発表。同タイトルの全国ツアー及び武道館カウントダウンを行った。
バンド編成でのライブ以外にも、フルオーケストラ公演の開催、奉納コンサート、数々の野外公演への参加などさまざまな形で音楽活動を行っている。
2017年は国際的に活躍している指揮者の西本智実と共にフルオーケストラ公演（全8公演）を行った。またF-BLOOD結成20周年を記念し、アルバム「POP'N'ROLL」を発表し、全国ライブツアーを行った。
2018年、プロデビューして35周年、ソロデビューしてから25周年のアニバーサリー。チェッカーズのデビュー日でもある9月21日にファンクラブ限定の「FF MEMBERS ONLY 35 Years of FF」が東京国際フォーラム・ホールAで行われた。同年9月22日の東京国際フォーラム・ホールAを皮切りに「35th ANNIVERSARY TOUR 35 Years of Love」を25都道府県35公演を敢行。
2018年10月24日、チェッカーズの元メンバーからなるバンド「アブラーズ」の大阪・なんばHatchで行われたライブ「Roots Of Groove」にミッシェル藤井として出演。「涙のリクエスト」を披露した。
2019年11月、YouTubeに公式チャンネルを開設。
2022年7月11日に日本武道館において、「RED PARTY」と題した還暦を祝うコンサートを開催した。「ギザギザハートの子守唄」や「あの娘とスキャンダル」などチェッカーズ時代の曲も披露した。
2023年12月31日、紅白歌合戦に26年ぶりに出場。ソロデビュー曲「TRUE LOVE」を歌った後、同番組の司会を務めた有吉弘行と共に「白い雲のように」を披露した。なお、この際の視聴率は、番組の歌手別視聴率6位（33.5%）を記録した。
2024年1月20日から3月20日までフミヤ自身が描いた絵の個展「Fumiyart2024」が青森県の八戸市立美術館で行われた。
2023年9月にデビュー40周年を迎え、それを記念するライブツアー『FUMIYA FUJII 40th Anniversary Tour 2023-2024』を開催。同年9月23日の愛知県芸術劇場を皮切りに、2024年6月1日の岩見沢市民会館公演まで、47都道府県を巡り60公演を行った。2024年6月9日、『40th Anniversary FINAL in 日本武道館』が行われた。

## 人物・エピソード
血液型はA型。身長164.9cm。久留米市立南筑高等学校卒業。2000年に母校・南筑高校の制服をデザインした。
地元が福岡出身であることから、福岡ソフトバンクホークスのファン。そのことが縁で、公式球団歌である「勝利の空へ」を手がけている。
子供の頃から図工と美術だけ成績が良かったという。そのため「そっちの方向へいくと思っていました。ちゃんと勉強をしていたら、歌手の藤井フミヤはいない」と語っている。チェッカーズ時代にはチケットのイラストのデザインを担当した事もある。
料理が得意であり、デビュー当時から料理の楽しさを発信し続けてきた芸能界の「料理男子」の先駆けでもある。
プライベートで付き合いのある博多華丸曰く「“港・港に好きな餃子がある”ほどの餃子好き」。
「活字中毒」を自称する読書好き。ジャンルを問わずあらゆる分野の本を手に取り、移動中などの短時間にも読み進める。ツアー先にも持参して、読み終えてしまうと書店に赴いて新たに購入する程である。電子書籍は好まず、「紙の本」を選ぶという。指先で感じる紙の質感やページをめくる動作も含めて「本」と向き合う時間を大切にしている。
チェッカーズ時代の1985年暮れごろから1986年にかけてと、F-BLOODとしてのシングル『天国までの百マイル』リリース時の2000年暮れごろにパーマをかけてカーリーヘア・スタイルcurly hairにしていた。
日本武道館で行われる年越しライブでは国歌「君が代」を歌い、天井に掲揚されている日の丸にスポットライトを当てることが恒例となっている。フミヤはこの光景について「何かの集会みたいだけど（笑）、日本の夜明けを感じるんだよね」とインタビューで語っている。2024年現在、日本武道館での公演回数は58回（歴代5位）、チェッカーズとF-BLOODを含めると111回公演を行なっている。
私生活では1990年6月29日、長年交際していた一般人女性と結婚、久留米水天宮で挙式し、福岡と東京で披露宴を執り行った。東京での披露宴の司会はニッポン放送アナウンサー（当時）の上柳昌彦が務めた。翌1991年10月に第一子となる男児、後に第二子となる女児が誕生した。
長男はフジテレビアナウンサーの藤井弘輝。弘輝のアナウンサー受験には当初は反対していた。
サザンオールスターズを敬愛しており、2008年5月28日放送の『わぉん』（読売テレビ）で、サザンの2009年以降の無期限活動休止についてコメントしていた。また1988年には『ミュージックステーション』（テレビ朝日）でサザンが『みんなのうた』を披露した際はチェッカーズとしてサザンと同じステージの上で共演したことがある（その際は光GENJIも一緒だった）。特に一番好きなサザンの楽曲として「栞のテーマ」を挙げている。サザンのボーカルの桑田佳祐に対しては「キングオブポップ」と称して崇めており、「誰も敵わないと思う」「昨日、たまたまなんだけど、ラジオを聴いていたら、桑田さんの曲を何人かのアーティストが歌っていたのよ。別に届いてこないんだよね、歌詞もメロディも。ところが、桑田さん本人が歌うと、ドーンってくるじゃん。やっぱり、すごいなぁと思い知らされたね」と述べ敬意を払っている。
2009年7月22日、21世紀最長の皆既日食を見に行くため、屋久島へ行く。半年前から計画して万全の態勢で行ったものの、曇りで直接見ることは出来なかった。また、屋久島環境保全のための修繕費用として、売上の一部が寄付される「屋久島Tシャツ」をデザインした。
世界平和を願っており、2013年に発表された「夜明けの街」にはそのようなメッセージが込められている。
2014年のツアータイトルにヒット曲「TRUE LOVE」が使用されたのにちなみ、フミヤ自身の"LOVE"なものを聞かれた際には「愛国心が強いので」という理由で日本を家族やファンと並べて挙げた。また、別のインタビューでは世相について「愛国心が薄れているかな、と感じるときがあります」「海外からいつも評価される日本人の美徳が失われつつあります。道徳心を子供たちが自然に身につけることが大切なんです。世界に誇れるお国柄を、しっかりと次世代の人々につなぎたいですね」と憂う旨を語ったこともある。また、天皇や皇室への畏敬の念を持っており、125代天皇の明仁（現・上皇）が在位30年を迎えた際にはコメントを発表している。
木梨憲武やヒロミと20代前半からの付き合いで、家族ぐるみの付き合いをしている。2015年6月3日から木梨、ヒロミとコラボレーションした楽曲「友よ」が配信されている。
元BLANKEY JET CITYのメンバーやそのボーカルだった浅井健一とは交友があり、良く飲みに行く仲で、浅井はフミヤに『マリア』という曲を提供している。
幼馴染でもある高杢とはチェッカーズにいたころは互いに喧嘩もすることもあれば悩みことがあれば互いに相談に乗っていたりした。

## ディスコグラフィー

### シングル
|      | 発売日         | タイトル             | 規格品番                                                                                       | 備考 |
| ---- | -------------- | -------------------- | ---------------------------------------------------------------------------------------------- | --- |
| 1st  | 1988年12月7日  | Mother's Touch       | S10A-0224                                                                                      | チェッカーズ在籍時に発表したCMタイアップのソロシングルで藤井郁弥名義。ライフィックス胃腸薬、ライフィックス・エザックCMソング。オリコン最高2位                            |
| 2nd  | 1993年11月10日 | TRUE LOVE            | PCDA-00507                                                                                     | フジテレビ系月9ドラマ「あすなろ白書」主題歌。オリコン最高1位、登場回数20回                                                                                               |
| 3rd  | 1994年4月1日   | 女神（エロス）       | PCDA-00555                                                                                     | 三貴「ブティックJOY」CMソング。オリコン最高3位、登場回数8回 |
| 4th  | 1994年5月20日  | エンジェル           | PCDA-00592                                                                                     | トヨタ「スプリンターマリノ」CMソング。オリコン最高15位、登場回数5回 |
| 5th  | 1994年11月18日 | DAYS                 | PCDA-00682                                                                                     | '95 TBC CMソング。オリコン最高5位、登場回数10回 |
| 6th  | 1995年4月21日  | タイムマシーン       | PCDA-00711                                                                                     | 日立マクセルMD・CMソング。オリコン最高4位、登場回数9回 |
| 7th  | 1995年8月4日   | ハートブレイク       | PCDA-00751                                                                                     | TBS系ドラマ「パパ・サヴァイバル」主題歌。オリコン最高9位、登場回数7回 |
| 8th  | 1995年11月17日 | GET UP BOY           | PCDA-00795                                                                                     | ダイドーブレンドコーヒーCMソング。オリコン最高17位、登場回数6回 |
| 9th  | 1996年4月22日  | GIRL FRIEND          | PCDA-00846                                                                                     | マクセルMDキャンペーンソング。オリコン最高7位、登場回数4回 |
| 10th | 1996年8月7日   | Another Orion        | PCDA-00885                                                                                     | TBS系ドラマ「硝子のかけらたち」主題歌。オリコン最高1位、登場回数22回 |
| 11th | 1996年11月21日 | Snow Crystal         | PCDA-00930                                                                                     | Apple Macintosh CMソング。オリコン最高16位、登場回数10回 |
| 12th | 1997年5月7日   | DO NOT               | PCDA-00960                                                                                     | フジテレビドラマ「ミセスシンデレラ」主題歌。オリコン最高7位、登場回数11回                                                                                                |
| 13th | 1997年7月18日  | Go the Distance      | PCDW-00004                                                                                     | ディズニー映画「ヘラクレス」テーマソング。ディズニー映画のテーマソングを歌った初めての日本人。同作までがポニー・キャニオンからのリリース。オリコン最高15位、登場回数10回 |
| 14th | 1998年8月1日   | わらの犬             | AIDT-5011                                                                                      | TBS系ドラマ「ラブとエロス」主題歌。オリコン最高8位、登場回数9回 |
| 15th | 1999年5月12日  | 風の時代             | AIDT-5032                                                                                      | テレビ朝日ドラマ「恋の奇跡」主題歌。オリコン最高13位、登場回数9回 |
| 16th | 1999年11月20日 | Moonlight Magic      | AICT-1157                                                                                      | 日産自動車「ステージア」CMソング。オリコン最高11位、登場回数5回 |
| 17th | 2000年4月19日  | Stay with me.        | AICT-1218                                                                                      | 森永乳業「クリープ」TV-CFイメージソング。オリコン最高20位、登場回数4回                                                                                                   |
| 18th | 2000年5月10日  | INSIDE               | AICT-1219                                                                                      | 日本テレビ系ドラマ「天使が消えた街」エンディングテーマ。オリコン最高10位、登場回数8回                                                                                    |
| 19th | 2001年5月23日  | UPSIDE DOWN          | AICT-1310                                                                                      | オリコン最高18位、登場回数3回 |
| 20th | 2001年7月18日  | 明日天気にしておくれ | AICT-1318                                                                                      | 「劇場版ポケットモンスター セレビィ 時を超えた遭遇」主題歌。オリコン最高22位、登場回数3回                                                                                |
| 21st | 2001年12月12日 | ALL THIS LOVE        | AICL-1364                                                                                      | 表題曲の『ALL THIS LOVE』はオリジナルアルバムに収録されていない。オリコン最高18位                                                                                        |
| 22nd | 2002年5月22日  | SEVEN WONDERS        | AICL-1381                                                                                      | オリコン最高14位、登場回数3回 |
| 23rd | 2003年5月21日  | BOY'S HEART          | AICL-1419 AICL-1709                                                                            | フジテレビ系列「アストロボーイ・鉄腕アトム」エンディングテーマ。オリコン最高12位、登場回数7回                                                                            |
| 24th | 2004年4月21日  | Thrill up            | AICL-1526 AICL-1719                                                                            | あいおい損害保険（現：あいおいニッセイ同和損害保険）CMソング。オリコン最高22位、登場回数5回                                                                              |
| 25th | 2004年11月10日 | 木漏れ日の風に吹かれ | AICL-1598 AICL-1729                                                                            | フジテレビ めざましテレビとのコラボレイト企画「Making of Love Song」から生まれた曲。オリコン最高9位、登場回数5回                                                         |
| 26th | 2005年4月27日  | 勝利の空へ           | AICL-1615                                                                                      | 福岡ソフトバンクホークス公式球団歌。オリコン最高33位、登場回数5回 |
| 27th | 2005年11月9日  | 君が僕を想う夜       | AICL-1666                                                                                      | 東海テレビ・フジテレビ系全国ネット連続ドラマ「緋の十字架」主題歌。オリコン最高12位、登場回数7回                                                                          |
| 28th | 2006年7月12日  | 下北以上 原宿未満    | AICL-1757                                                                                      | テレビ朝日ドラマ「下北サンデーズ」主題歌。オリコン最高23位、登場回数9回                                                                                                  |
| 29th | 2007年3月28日  | 君になる             | AICL-1816:初回生産限定盤 AICL-1818:通常盤                                                      | オリコン最高13位、登場回数5回 |
| 30th | 2010年9月22日  | 今、君に言っておこう | AICL-2175:初回生産限定盤 AICL-2177:通常盤                                                      | 映画「おにいちゃんのハナビ」主題歌。オリコン最高14位、登場回数4回 |
| 31st | 2013年7月10日  | 青春                 | AICL-2548:初回生産限定盤A AICL-2550:初回生産限定盤B AICL-2552:初回生産限定盤C AICL-2554:通常盤 | 南日本酪農協同「スコール」CMソング。 オリコン最高10位、登場回数13回 |
| 32nd | 2022年6月8日   | 水色と空色           | XQNA-1005                                                                                      | デジタル短編映画「半透明なふたり」主題歌。 オリコン最高13位、登場回数6回                                                                                                 |

#### 配信限定
|     | 配信日         | タイトル         | 備考 |
| --- | -------------- | ---------------- | --- |
| 1st | 2015年6月3日   | 友よ             | 木梨憲武、ヒロミとのコラボレーション楽曲で藤井フミヤ＆憲武とヒロミ名義。フジテレビ「ノリタケ・フミヤ・ヒロミが行く! キャンピングカー合宿〜出会い・ふれあい・幸せ旅〜」番組テーマソング。アルバム「大人ロック」収録。 |
| 2nd | 2016年12月15日 | ミラクルスマイル | Cygames コーポレートCMソング。アルバム「フジイロック」収録。 |
| 3rd | 2020年8月12日  | 手のなるほうへ   | NHK「ラジオ深夜便」2020年8-9月 深夜便のうた。アルバム「水色と空色」収録。 |

### アルバム
|      | 発売日         | タイトル               | 規格品番                                                             | 備考                         |
| ---- | -------------- | ---------------------- | -------------------------------------------------------------------- | ---------------------------- |
| 1st  | 1994年4月6日   | エンジェル             | PCCA-00554                                                           | オリコン最高1位              |
| 2nd  | 1995年6月7日   | R&R                    | PCCA-00764                                                           | オリコン最高2位              |
| 3rd  | 1996年9月20日  | TEARS                  | PCCAX-00001                                                          | オリコン最高2位              |
| 4th  | 1997年6月18日  | PURE RED               | PCCA-01110                                                           | オリコン最高3位              |
| 5th  | 1998年10月1日  | ソラモヨウ             | AICT-1017                                                            | オリコン最高5位              |
| 6th  | 1999年7月1日   | 2000-1                 | AICT-1081                                                            | オリコン最高9位              |
| 7th  | 2000年7月5日   | IN AND OUT             | AICT-1234                                                            | オリコン最高7位              |
| 8th  | 2001年6月20日  | CLUB F                 | AICT-1317                                                            | オリコン最高11位             |
| 9th  | 2002年6月19日  | EQUAL                  | AICL-1383                                                            | オリコン最高8位              |
| 10th | 2003年6月18日  | RIGHT HERE! RIGHT NOW! | AICL-1438                                                            | オリコン最高7位              |
| 11th | 2003年10月22日 | LADY SISTER BABY       | AICL-1498                                                            | オリコン最高14位             |
| 12th | 2004年5月19日  | Cloverfield            | AICL-1527 AICL-1720                                                  | オリコン最高10位             |
| 13th | 2004年9月29日  | POP★STAR               | AICL-1587 AICL-1728                                                  | オリコン最高16位             |
| 14th | 2005年6月29日  | 奇妙な果実             | AICL-1625                                                            | オリコン最高15位             |
| 15th | 2006年9月20日  | WITH THE RAWGUNS       | AICL-1768:初回生産限定盤 AICL-1770:通常盤                            | オリコン最高13位             |
| 16th | 2007年6月20日  | Order Made             | AICL-1832:初回生産限定盤 AICL-1834:通常盤                            | オリコン最高8位              |
| 17th | 2008年10月8日  | F's KITCHEN            | AICL-1958:初回生産限定盤 AICL-1960:通常盤                            | オリコン最高8位              |
| 18th | 2009年9月30日  | F's シネマ             | AICL-2046:初回生産限定盤 AICL-2048:通常盤                            | オリコン最高14位             |
| 19th | 2012年7月11日  | Life is Beautiful      | AICL-2397:初回生産限定盤 AICL-2400:期間生産限定盤 AICL-2399:通常盤   | オリコン最高6位              |
| 20th | 2012年10月31日 | Winter String          | AICL-2448:初回生産限定盤 AICL-2450:通常盤                            | オリコン最高8位              |
| 21st | 2016年7月13日  | 大人ロック             | CZR-0012:ファンクラブ生産限定 XQNA-91001:初回限定盤 XQNA-1001:通常盤 | オリコン最高6位 登場回数11回 |
| 22nd | 2019年7月10日  | フジイロック           | CZR-0017:ファンクラブ生産限定 XQNA-91005:初回限定盤 XQNA-1003:通常盤 | オリコン最高5位 登場回数5回  |
| 23rd | 2022年11月2日  | 水色と空色             | XQNA-1006                                                            | オリコン最高4位 登場回数8回  |

### ベスト・アルバム
|     | 発売日         | タイトル                                  | 規格品番                                  | 備考                          |
| --- | -------------- | ----------------------------------------- | ----------------------------------------- | ----------------------------- |
| 1st | 1996年12月16日 | STANDARD                                  | PCCA-01057                                | オリコン最高2位、登場回数11回 |
| 2nd | 1998年11月18日 | SINGLES                                   | PCCA-01250                                | オリコン最高7位、登場回数8回  |
| 3rd | 2002年10月9日  | Re Take                                   | AICL-1394                                 | オリコン最高6位、登場回数11回 |
| 4th | 2008年5月21日  | FUMIYA FUJII ANNIVERSARY BEST "15/25"     | AICL-1923:初回生産限定盤 AICL-1926:通常盤 | オリコン最高8位、登場回数7回  |
| 5th | 2018年7月18日  | FUMIYA FUJII ANNIVERSARY BEST "25/35" L盤 | PCCA-50302                                | オリコン最高8位、登場回数7回  |
| 6th | 2018年7月18日  | FUMIYA FUJII ANNIVERSARY BEST“25/35” R盤  | MHCL-30518                                |                               |

### ライブ・アルバム
- FUMIYA FUJI Synphonic Concert(2014年9月24日発売)  ※2014年6月5日、兵庫県立芸術文化センター公演を収録

### 映像作品
|      | 発売日                        | タイトル                                                        | 規格品番                                    | 備考              |
| ---- | ----------------------------- | --------------------------------------------------------------- | ------------------------------------------- | ----------------- |
| 1st  | 1994年12月07日 2014年06月18日 | FUMIYA FUJII CONCERT TOUR "FFF" budokan                         | PCLP-00536:LD PCVP-51554:VHS PCBP-52282:DVD | オリコン最高107位 |
| 2nd  | 1996年04月22日 2014年06月18日 | FUMIYA FUJII 2095 WINTER TOUR in BUDOKAN                        | PCLP-00601:LD PCVP-51857:VHS PCBP-52283:DVD | オリコン最高109位 |
| 3rd  | 1997年03月21日 2014年06月18日 | FMIYA FUJII CONCERT TOUR 1996                                   | PCLP-00634:LD PCVP-52069:VHS PCBP-52284:DVD | オリコン最高105位 |
| 4th  | 1997年10月01日                | フミヤ・フジイ・クリップス1                                     | PCVP-52204:VHS                              |                   |
| 5th  | 1997年10月01日                | フミヤ・フジイ・クリップス2                                     | PCVP-52205:VHS                              |                   |
|      | 1997年10月01日                | フミヤ・フジイ・クリップス                                      | PCLP-00655:LD                               |                   |
| 6th  | 1998年03月04日 2014年06月18日 | VERSION UP                                                      | PCLP-00670:LD PCVP-52326:VHS PCBP-52285:DVD | オリコン最高106位 |
| 7th  | 2000年02月19日 004月01日      | COUNT DOWN LIVE 1999to2000 in BUDOKAN                           | SRVM-5678:VHS SRBL-1045:DVD                 | オリコン圏外      |
| 8th  | 2000年02月19日                | CONCERT TOUR1999〜タイム・オブ・ザ・ウインド                    | SRVM-5679:VHS SRBL-1046:DVD                 | オリコン圏外      |
| 9th  | 2001年05月23日                | Century Count Down Live in Budokan                              | AIBT-9009                                   | オリコン最高45位  |
| 10th | 2002年05月22日                | FUMIYA FUJII ARENA TOUR 238 COUNTDOWN VERSION in BUDOKAN        | AIBL-9053                                   | オリコン最高30位  |
| 11th | 2002年12月18日                | Fumiya Fujii TOUR 2002 THE PARTY                                | AIBL-9056                                   | オリコン最高79位  |
| 12th | 2003年05月21日                | FUMIYA FUJII ARENA TOUR 2002 SPARK COUNTDOWN VERSION            | AIBL-9067                                   | オリコン最高43位  |
| 13th | 2003年07月02日                | FUMIYA IN HIBIYA MY CAROL 2003.4.19                             | AIBL-9069                                   | オリコン最高76位  |
| 14th | 2003年12月10日                | THE PARTY 03 IN SHIBUYA                                         | AIBL-9078                                   | オリコン最高221位 |
| 15th | 2004年03月24日                | LIVE DVD BOX                                                    | AIBL-9081                                   | オリコン最高67位  |
| 16th | 2004年04月21日                | DIGITAL MYSTERY TOUR with GOTA COUNTDOWN Ver.                   | AIBL-9092                                   | オリコン最高68位  |
| 17th | 2004年12月15日                | FUMIYA FUJII TOUR 2004 JAILHOUSE PARTY                          | AIBL-9103                                   | オリコン最高87位  |
| 18th | 2005年05月25日                | FUMIYA FUJII DIGITAL POPSTAR FFTV COUNTDOWN Channel             | AIBL-9107                                   | オリコン最高51位  |
| 19th | 2005年08月17日                | さまよう果実 -The Short Film 【完全版】                         | AIBL-9124                                   | オリコン最高67位  |
| 20th | 2006年02月22日                | Fumiya Fujii Concert Tour 2005 "Love Songs"                     | AIBL-9135                                   | オリコン最高60位  |
| 21st | 2006年04月19日                | FUMIYA FUJI ONE NIGHT SPECIAL ROCK'N ORCHESTRA                  | AIBL-9138                                   | オリコン最高58位  |
| 22nd | 2007年03月28日                | LIVE DVD BOX 2006"PREMIUM DELIGHT" -WITH THE RAWGUNS-           | AIBL-9150                                   | オリコン最高43位  |
| 23rd | 2007年12月12日                | FUMIYA FUJII CONCERT TOUR 2007 "ART ROCK" -PLATINUM-            | AIBL-9161                                   | オリコン最高49位  |
| 24th | 2008年04月23日                | COUNTDOWN LIVE 2007-2008 BONEN & SHINNEN in BUDOKAN             | AIBL-9167                                   | オリコン最高74位  |
| 25th | 2008年05月21日                | Fumiya Fujii Anniviersary Clips                                 | PCBG-51000                                  | オリコン最高118位 |
| 26th | 2009年01月28日                | 15/25 ANNIVERSARY WITH THANKS-LIVE DVD BOX 2008                 | AIBL-9172                                   | オリコン最高33位  |
| 27th | 2009年04月22日                | LAST COUNTDOWN -10 YEARS OF BUDOKAN 1999-2008 MEMORIAL DVD BOX- | AIBL-9191                                   | オリコン最高38位  |
| 28th | 2010年07月21日                | F's CINEMA + Spring Fever                                       | AIBL-9195                                   | オリコン最高32位  |
| 29th | 2011年05月25日                | SWEET GROOVE                                                    | AIBL-9215                                   | オリコン最高24位  |
| 30th | 2013年04月24日                | Fumiya Fujii Live 2012 〜Life is Beautiful & Winter String〜    | AIBL-9268:DVD AIXL-25:BD                    | オリコン最高40位  |
| 31st | 2014年09月17日                | 藤井フミヤの山に登りたい 北八ヶ岳編                             | PCBE-12116                                  | オリコン最高51位  |

### その他
1. 気絶するほど悩ましい（Charトリビュートアルバム『Psyche-Delicious Char Tribute Album』に収録）（1997年6月18日）
2. THE PARTY REMIX（“EQUAL”よりリミックス）（2002年7月31日）
3. MY CAROL（キャロルトリビュートアルバム）（2003年3月26日）
4. ロックンロール・ウィドウ（山口百恵トリビュートアルバム）（2004年5月19日）
5. 終わらないでクリスマスイブ（配信限定シングル）（2010年12月15日）
6. FUMIYA FUJII SYMPHONIC CONCERT（ライブ・アルバム）（2014年9月24日）
7. シンデレラ(A TRIBUTE TO COOLS)（クールストリビュートアルバム）(2015年8月5日)
8. 雪の華（中島美嘉トリビュートアルバム『MIKA NAKASHIMA TRIBUTE』収録）（2016年2月24日）[46]

## ミュージックビデオ
| 監督                  | 曲名 |
| --------------------- | --- |
| 井上哲央              | 「君が僕を想う夜」 |
| 江湖広二              | 「着メロ」 |
| Takaaki Ohkawa        | 「Thrill up」 |
| 大根仁                | 「INSIDE」 |
| 川村ケンスケ          | 「青春」「嵐の海」 |
| 国本雅広              | 「今、君に言っておこう (Movie Ver.)」 |
| 鈴木則彦 & 真賀里文子 | 「下北以上 原宿未満」 |
| 高野聡                | 「DO NOT」 |
| 辻川幸一郎            | 「SEVEN WONDERS」 |
| high grass            | 「彼女のタンバリン」 |
| 冨士川祐輔            | 「風の時代」 |
| Manjot Bedi           | 「大切な人へ」 |
| 黒田秀樹              | 「GIRL FRIEND」「Another Orion」「Snow Crystal」 |
| 不明                  | 「BOY'S HEART」「DAYS」「GET UP BOY」「Go the Distance」「Life is Beautiful」「Moonlight magic」「TRUE LOVE」「TRUE LOVE(NEW Ver.)」「UPSIDE DOWN」「さまよう果実」「わらの犬」「エンジェル」「タイムマシーン」「ハートブレイク」「君になる」「彼女は彼のもの」「明日天気にしておくれ」「木漏れ日の風に吹かれ」 |

## 楽曲提供
- 嵐

「瞳の中のGalaxy」作詞・作曲：藤井フミヤ、編曲：CHOKKAKU
- 大土井裕二

「みんな幸せに」作詞：藤井フミヤ、作曲・編曲：大土井裕二
- ISSA

「Under the sky」作詞：藤井フミヤ・ISSA、作曲：藤井フミヤ、編曲：山内薫
- S.E.S.

「Love」作詞・作曲：Yoo Youngjin、日本語詞：藤井フミヤ、編曲：Yoo Youngjin
- 加藤登紀子

「野ばらの夢」作詞・作曲：藤井フミヤ、編曲：島健
- KANIKAPILA

「イッちゃえ! I LOVE YOU!」作詞：藤井フミヤ、作曲：藤井尚之、編曲：大島賢治
「卒業白書」作詞：藤井フミヤ、作曲：藤井尚之・木村篤史、編曲：木村篤史
- かまやつひろし

「キスの下手な男」作詞：藤井郁弥、作曲：かまやつひろし、編曲：今剛
- 氣志團

「BANG ON!」作詞：藤井フミヤ、作曲：藤井尚之
- Kis-My-Ft2

「君を大好きだ」作詞：藤井フミヤ、作曲：ヨシダタクミ、編曲：亀田誠治
- 黒木瞳

「片方のつばさ」作詞・作曲：藤井フミヤ、編曲：有賀啓雄
- 古手川祐子

「あなたと…」作詞：藤井郁弥、作曲：藤井尚之、編曲：亀田誠治
- 酒井法子

「PURE」作詞：藤井フミヤ、作曲：増本直樹、編曲：土方隆行
- 猿岩石

「白い雲のように」作詞：藤井フミヤ、作曲：藤井尚之、編曲：松浦晃久
- Sowelu

「雨粒のBirthday」作詞：藤井フミヤ、作曲：藤井尚之、編曲：増本直樹
- タッキー&翼

「Daydreamer」作詞：藤井フミヤ、作曲：藤井尚之、編曲：増本直樹
- 大小原ユウキ

「やわらかい時間」作詞：大小原ユウキ、作曲：藤井フミヤ
- TUBE

「危ない女 懲りない男」作詞：藤井フミヤ、作曲：藤井尚之、編曲：Peace Rug Productions
- 塚本高史

「LOVE Tear Drops」作詞・作曲：藤井フミヤ、編曲：上杉洋史
- V6

「GENERATION GAP」作詞：藤井フミヤ、作曲：藤井尚之、編曲：上野圭市
「翼の設計図」作詞・作曲：藤井フミヤ、編曲：鶴田海生
- 福田舞

「天使のゆびきり」作詞：藤井フミヤ、作曲・編曲：有賀啓雄
「FUN^3」作詞：藤井フミヤ、作曲・編曲：有賀啓雄
- 藤井尚之

「TO TOWN」作詞：藤井フミヤ、作曲：藤井尚之、編曲：藤井尚之・Kenji Jammer
「Dream of REVOLVER」作詞：藤井フミヤ、作曲：藤井尚之、編曲：藤井尚之・Kenji Jammer
「蜂蜜の蜘蛛の巣」作詞：藤井フミヤ、作曲：藤井尚之、編曲：朝本浩文・藤井尚之
「Question.」作詞：藤井フミヤ、作曲：藤井尚之、編曲：佐橋佳幸
「ゼロ」作詞：藤井フミヤ、作曲：藤井尚之、編曲：佐橋佳幸
「滲みゆく空」作詞：藤井フミヤ、作曲：藤井尚之、編曲：藤井尚之・増本直樹
「さよならを言うほど・・・」作詞：藤井フミヤ、作曲：藤井尚之、編曲：藤井尚之・増本直樹
「単純な風」作詞：藤井フミヤ、作曲：藤井尚之、編曲：藤井尚之・増本直樹
「暴却のアクセル」作詞：藤井フミヤ、作曲：藤井尚之、編曲：藤井尚之
「20代のすべて」作詞：藤井フミヤ、作曲：藤井尚之、編曲：藤井尚之
- BLOW LIP

「キレそうなの」作詞：藤井フミヤ、作曲・編曲：大島俊一
「退屈な日曜日」作詞：藤井フミヤ、作曲・編曲：大島俊一
- 吉川ひなの

「ハート型の涙」作詞：藤井フミヤ、作曲・編曲：朝本浩文
「ルルル片想い!」作詞：藤井フミヤ・HINANO、作曲・編曲：朝本浩文
「ウサギちゃんSAY GOOD BYE」作詞：藤井フミヤ、作曲・編曲：朝本浩文
「知ってるよ」作詞：藤井フミヤ、作曲・編曲：朝本浩文
- MAKOTO(真箏)

「MINE」作詞：MAKOTO・藤井フミヤ、作曲：藤井尚之、編曲：坂本竜太
- MISIA

「星空の片隅で」作詞・作曲：藤井フミヤ、編曲：鈴木健治
- REI

「東京ナイト」作詞：藤井フミヤ、作曲・編曲：村山晋一郎
「恋」作詞：藤井フミヤ・REI、作曲：岡村聡士、編曲：増本直樹

## コンサート
ツアー
| - Concert Tour 1994 FFF（1994年） - Concert Tour 1995 "2095"（1995年） - 2095 Winter（1995年） - Orion（1996年） - Pure White（1997年） - Pure White "Version Up"（1997年） - Ark（1998年） - Time of the Wind（1999年） - Power（1999年） - Outside（2000年） - FFCST2000 "Over"（2000年） - Club F（2001年） - Arena Tour 238（2001年） - Tour 2002❤The Party（2002年） - Arena Tour 2002 Spark（2002年） - Carol（2003年） - The Party 03（2003年） - Arena Tour 2003 Digital Mystery Tour with Gota（2003年） - Tour 2004 Jailhouse Party（2004年） - Arena Tour 2004 Digital Pop★Star FF TV（2004年） - Concert Tour 2005 Love Songs（2005年） - FF 2005 Special Live in Zepp Core（2005年） - Concert Tour 2006 3Way Delight（2006年） - Concert Tour 2007 Art Rock（2007年） | - Anniversary Tour 15/25（2008年） - Concert Tour 2008 F's Kitchen（2008年） - FF 2009 Special Live Core II（2009年） - Concert Tour 2009 F's Cinema（2009年） - Concert Tour 2010 Spring Fever（2010年） - FF 2010 Special Live Core III（2010年） - Concert Tour 2010-2011 Sweet Groove（2010年 - 2011年） - FF 2010 Special Live Core IV（2011年） - Concert Tour 2012 Life is Beautiful（2012年） - Special Live 2012 Winter String（2012年） - 30th Anniversary Tour Vol.1 青春（2013年） - Premium Symphonic Concert（2014年 - 2015年） - 30th Anniversary Tour Vol.2 True Love（2014年） - Christmas Premium Live（2015年） - FF 2016 Special Live Core V（2016年） - Concert Tour 2016 大人ロック（2016年） - 藤井フミヤMeets西本智実 Premium Symphonic Concert（2017年、2020年） - 35th Anniversary Tour 2018 35 Years of Love（2018年） - 35th Anniversary Concert 十音楽団（2019年） - Live House Tour 2019 Kool Heat Beat（2019年） - Concert Tour 2020-2021 Action（2020年 - 2021年） - Concert Tour 2021-2022 十音楽団 青いレーベル（2021年 - 2022年） - Concert Tour 2023 Special LoveSong（2023年） - 40th Anniversary Tour 2023-2024（2023年 - 2024年）※1ツアー初の全国47都道府県60公演 - 47都道府県コンサートツアー 2025-2026 "FUTATABI"（2025年 - 2026年〈予定〉） |

単発コンサート
| - The Big Even Shukuten 1200 Fumiya Fujii Super Live（1994年6月5日） - Power Count Down Live 1999 to 2000 in Budokan（1999年） - Century Countdown Live in Budokan（2000年） - Arena Tour 238 Count Down Version in Budokan（2001年） - Arena Tour 2002 Spark Count Down Version（2002年） - Arena Tour 2003 Digital Mystery Tour with GOTA Count Down Version（2003年） - Arena Tour 2004 Digital Pop★Star FF TV Countdown Channel（2004年） - Live 2005 平安神宮（2005年） - One Night Special Rock'n Orchestra（2005年） - Countdown Party 2005-2006（2005年） - Live 2006 平安神宮（2006年） - One Night Special Rock'n Orchestra 2 クリスマス（2006年） - One Night Special Rock'n Orchestra 2 ラストショー（2006年） - Premium Live 2006 Countdown 2006-2007 With the Rawguns（2006年） - 第六十二回神宮式年遷宮奉賛コンサート 藤井フミヤin橿原神宮（2007年） - Live 2007 in Budokan クラブ☆フジイTokyo feat. F-Blood（2007年） - Live 2007 Countdown 2007-2008 Bonen & Shinnen in Budokan（2007年） - 25th Anniversary Special Live Thanks（2008年） - Live 2008 Pop Rock（2008年） - Live 2008 Last Countdown（2008年） | - BS☆フジイSpecial Live（2009年） - Life is Beautiful Premium Live（2012年） - 第六十二回伊勢神宮式年遷宮奉祝『鎮守の里』コンサート （2012年 - 2013年） - 30th Anniversary Special Countdown Live 2013-2014 at Nippon Budokan（2013年） - 30th Best Special Countdown Live at Nippon Budokan（2014年） - Premium Symphonic Concert 2015 〜Celebrating Fumiya's First Live Album〜（2015年） - 嚴島神社 世界文化遺産登録20周年記念事業 奉納コンサート（2016年） - Music Heri Stage 2016 〜日光東照宮 御鎮座400年記念コンサート〜（2016年） - 『大人ロック』リリース記念ライブ（2016年） - 久留米シティプラザオープニング記念 藤井フミヤシンフォニーコンサート（2016年） - Christmas Party（2016年） - Countdown Party 2016-2017（2016年） - Countdown Party 2017-2018 武道館Last 2（2017年） - American Express Presents 藤井フミヤ 特別公演（2018年） - FF Members Only 35 Years of FF（2018年） - 日本武道館Last Countdown Party 2018-2019（2018年） - 60th BIRTHDAY RED PARTY（2022年） - 藤井フミヤ 40th Anniversary FINAL in 日本武道館（2024年） |

## 出演

### 映画
- バカヤロー!2 幸せになりたい。第三話「新しさについていけない」（1989年） - 主演・高橋秋男　役
- SF サムライ・フィクション（1998年） - 久頭見龍之介　役
- RED SHADOW 赤影（2001年） - 乱丸 役
- 20世紀少年 第1章 終わりの始まり（2008年） - 池上正人 役
- クヌート（2009年） - ナレーション

### テレビドラマ
- おしゃべり人物伝「円谷英二」（1985年5月17日、NHK）
- 月曜ドラマランド（フジテレビ）
  - 「チェッカーズin涙のリクエスト」（1986年）
  - 「フローズン・ホラーSHOW」（1987年）
- お坊っチャマにはわかるまい! 「第一発 中流家庭に告ぐ!」（1986年、TBS）※特別出演
- ザ・ドラマチックナイト「俺たちの探偵物語」（1987年、フジテレビ）
- 木曜スペシャル「青春を東海岸にかけた野郎たち! アメリカン・ランナウェイ」（1987年12月17日、日本テレビ）
- 意外とシングルガール（1988年8月 - 9月、TBS） - 柴崎琢也 役
- オイシーのが好き!（1989年5月 - 7月、TBS） - 山岸雅人 役
- 時間ですよ平成元年（1989年10月 - 12月、TBS） - 宝田彦一 役
- 月曜ドラマスペシャル「代議士秘書の犯罪」（1990年10月29日、TBS） - 北村第二秘書 役
- 逢いたい時にあなたはいない…（1991年10月 - 12月、フジテレビ） - 高瀬和人 役
- 硝子のかけらたち（1996年7月 - 9月、TBS） - 主演・神崎敦也 役
- ラブとエロス（1998年7月 - 9月、TBS） - 長谷川龍一 役
- 恋の奇跡（1999年4月 - 6月、テレビ朝日） - 画家 役
- 天使が消えた街（2000年4月 - 6月、日本テレビ） - 高野輝 役
- はたち〜1983年に生まれて〜（2004年1月10日、フジテレビ）※特別出演
- 四谷くんと大塚くん/天才少年探偵登場の巻（2004年7月21日、TBS） - 大塚芳樹 役
- 下北サンデーズ（2006年7月 - 9月、テレビ朝日） - 代沢二朗 役
- 今週、妻が浮気します（2007年1月 - 3月、フジテレビ） - 春木耀司 役

### テレビアニメ(声優)
- アストロボーイ・鉄腕アトム 第34・35話（2003年11月30日・12月7日、フジテレビ） - ロック 役

### バラエティー番組（レギュラー）
- 鎌倉恋愛委員会（1991年10月 - 1991年12月、TBS）
- 素敵な恋をしてみたい（1992年1月 - 1992年3月、TBS）
- F-EEL（1997年、TBS）
- 藤井流（1997年、TBS）
- BS☆フジイ→続・BS☆フジイ（2008年 - 2010年、BSフジ）
- GSK ポリデントPresents 夢空（TNC・日曜6:15 - 6:30 月刊TNC批評放送週除く）
- Amazing Voice 驚異の歌声（2011年 - 、NHK BSプレミアム）
- ハレバレとんねるず 略してテレとん（2012年9月10日・2013年3月11日、テレビ東京）
- ノリタケ・フミヤ・ヒロミが行く! キャンピングカー合宿〜出会い・ふれあい・幸せ旅〜（2015年6月13日・2016年6月12日、フジテレビ）

### ドキュメンタリー
- 藤井フミヤの山に登りたい（2013年6月8日、BSジャパン）
  - 藤井フミヤの山に登りたい2（2014年6月8日）
- 藤井フミヤ 絶景トレック! ニュージーランド 世界で一番美しい散歩道（2015年4月19日、BSジャパン）
- 藤井フミヤスペシャル　岡山で観た。本当の桃太郎伝説!（2018年7月21日、BSフジ）
  - 藤井フミヤスペシャル2 本当の浦島太郎伝説（2019年6月2日）
  - 藤井フミヤスペシャル3　かぐや姫 本当の物語（2020年12月26日）
- 藤井フミヤ ドキュメンタリースペシャル 〜今、そして明日を〜（2024年7月11日〈初回放送〉、WOWOW）
- インタビュー ここから「歌手 藤井フミヤ」（2025年4月29日〈初回放送〉、NHK）[48]

### 新聞
- 学生新聞 ※表紙[49]

### その他
- The Vocalist〜音楽に恋して〜「藤井フミヤ」（2019年4月21日、TBSチャンネル）

### NHK紅白歌合戦出場歴
| 年度                                                                                      | 放送回 | 回 | 曲目                        | 出演順 | 対戦相手 | 備考   |
| ----------------------------------------------------------------------------------------- | ------ | -- | --------------------------- | ------ | -------- | ------ |
| 1993年                                                                                    | 第44回 | 初 | TRUE LOVE                   | 20/26  | 工藤静香 |        |
| 1994年                                                                                    | 第45回 | 2  | DAYS                        | 03/25  | 中山美穂 |        |
| 1995年                                                                                    | 第46回 | 3  | GET UP BOY                  | 07/25  | 森口博子 |        |
| 1996年                                                                                    | 第47回 | 4  | Another Orion               | 12/25  | 華原朋美 |        |
| 1997年                                                                                    | 第48回 | 5  | Go the Distance             | 08/25  | 伍代夏子 |        |
| 2023年                                                                                    | 第74回 | 6  | TRUE LOVE 〜 白い雲のように | 21/22  | YOASOBI  | トリ前 |
| - 出演順は「出演順/出場者数」で表す。 - 曲名の後の（○回目）は紅白で披露された回数を表す。 |        |    |                             |        |          |        |

### ラジオ
- 藤井郁弥のハートはジュークボックス（ニッポン放送）
- 藤井郁弥 キュートしようよ（ニッポン放送）
- 藤井郁弥のオールナイトニッポン（ニッポン放送）
- 藤井フミヤのオールナイトニッポンpremium（ニッポン放送）[50]
- 藤井フミヤのFMスナイパー（TOKYO FM）
- 藤井フミヤのラブオーバータイム（FM802）
- PINK & GOLD（鮎河ナオミとともに、J-WAVE）
- 藤井フミヤのBeats Go @round（九州6局FM合同）
- FM☆フジイ 藤井尚之とともに（FM福岡）
- Sound Leaf 屋敷豪太とともに（InterFM）
- Francfranc SCENARIO F（J-WAVE）
- J-CAFÉ Ocean Breeze（FMちゅーピー）

### CM
- ライフィックス胃腸薬（1988年・1989年）
- 宝酒造・バービカン
- キヤノン・キヤノワードBJワープロ（1991年）
- デジタルツーカー中国（現：ソフトバンクモバイル）（上原さくらと共演）（1998年・1999年）
- トヨタ自動車「スプリンターマリノ」
- キリンビール
  - キリンの生ビール日本ブレンド
  - キリン なめらか〈生〉
- 明治製菓（現：明治）
  - 明治アーモンド
  - 明治マカダミア
  - ツイニー（1994年）
- 資生堂・アレフ
- 日立マクセル MD
- ダイドードリンコ
  - ダイドーブレンドコーヒー
  - デミタスコーヒー
- Apple「Macintosh」
- JR九州「NICE GOING FUKUOKA」
- 日清食品・日清ラ王[51]
- 森永乳業・クリープ（2000年 - 2004年）
- ハウス食品
  - 六甲のおいしい水（2001年）
  - ファイバーウォーター（2002年）
  - ザ・カリー（2003年）
- あいおい損害保険（現：あいおいニッセイ同和損害保険）（2004年）
- バイク王（弟の藤井尚之と共演）（2007年）
- 南日本酪農協同 スコール（2013年）
- 東京新聞 ※CMソング「夜明けの街」提供
- Cygames コーポレート※CMソング「ミラクルスマイル」提供（2016年）
- 三好不動産「フラワー」提供（2017年 - ）

## 著書
- 「F」（1994年、ソニーマガジンズ文庫・株式会社ソニー・マガジンズ）
- 「Fumiya note Vol．3」（1999年、祥伝社）
- 「Feti Feti」（2001年、株式会社ソニー・マガジンズ）
- 「Flight F」（2001年、ソニー・マガジンズ） ※三浦憲治による写真集
- 「SHIRITORI」（2006年、株式会社ソニー・マガジンズ）

## 写真集
- 『藤井フミヤ写真集「2094」』集英社、1995年4月19日。

## 受賞歴
| 年     | 賞                                        | 賞名                | 受賞作品                            |
| ------ | ----------------------------------------- | ------------------- | ----------------------------------- |
| 1996年 | 第10回ザテレビジョンドラマアカデミー賞    | 主題歌賞            | 「Another Orion」                   |
| 1997年 | 第13回ザテレビジョンドラマアカデミー賞    | 主題歌賞            | 「DO NOT」                          |
| 2003年 | 第22回ベスト・ファーザー イエローリボン賞 | 芸能部門            |                                     |
| 2013年 | 久留米市文化章                            | 芸術振興            |                                     |
| 2024年 | 第74回芸術選奨                            | 大衆芸能部門 大臣賞 | 「40th Anniversary Tour 2023-2024」 |

## その他
- GO BACK HOME （2013年度「NHKプロ野球」エンディングテーマ曲）
- 靭公園 MUSIC FESTA FM COCOLO 〜風のハミング〜 （2015年10月3日） - ゲスト出演